# Кіпфенберг
Кіпфенберг (нім. Kipfenberg) — громада в Німеччині, розташована в землі Баварія. Підпорядковується адміністративному округу Верхня Баварія. Входить до складу району Айхштет.
Площа — 81,43 км2. Населення становить 5862 ос. (станом на 31 грудня 2020).